# Taunton Castle
Taunton Castle er et slot i Taunton i Somerset i England. 
Det blev opført for at beskytte byen i den angelsaksiske periode, og var senere kloster. normannerne byggede en fæstning af sten, som tilhørte biskoppen af Winchester. Den nuværende borg består af bygninger omkring en borggård, der for en stor del er rekonstruerede. Den store hal og indergården indeholder Museum of Somerset, der åbnede i 2011 efter en renovering for £7 millioner, der var støttet af Heritage Lottery Fund.
English Heritage har bygningerne på listed building af første grad. De nuværende bygninger stammer primært fra 1600-tallet og er i kategorien fortidsminde. På grund af slottets stand blev det sat på listen over Heritage at Risk og undergik de nødvendige reparationer, men var stadig ubeboet i 2013.